# Montagney
Montagney é uma comuna francesa na região administrativa de Borgonha-Franco-Condado, no departamento de Alto Sona. Estende-se por uma área de 9,21 km². Em 2010 a comuna tinha 516 habitantes (densidade: 56 hab./km²).